# 伊斯蘭黃金時代的數學
伊斯蘭教黃金時代的數學，尤其是9世紀和10世紀，建立在希臘數學（歐幾里得、阿基米德、阿波羅尼烏斯）和印度數學（阿耶波多、婆羅摩笈多）的基礎上。取得了重要進展，例如小數位值系統的全面發展以包括小數部分、代數的第一個系統化研究以及幾何和三角學的進步。阿拉伯著作在10至12世紀向歐洲傳播數學方面發揮了重要作用。 